# 小笠原信盛
小笠原 信盛（おがさわら のぶもり、1605年（慶長10年） - 1671年8月27日（寛文11年7月23日））は、江戸時代初期の旗本。
旗本の小笠原信元の孫。父は信元の甥で養嗣子の小笠原信重。母は富士浅間神社の富士信通の娘。子に小笠原長住、小笠原信孟、小笠原長貞、娘（河野通定の妻）、娘（富士中務の妻）。
1611年（慶長16年）、将軍・徳川秀忠に拝謁した。1612年（慶長17年）、養祖父から家督を相続し、養祖父が徳川家康から拝領した呂宋の茶壷を献上した。大坂の陣では相模国三浦郡走水の番を務め、1628年（寛永5年）の江戸城外郭石垣の普請の際には隅田川口を守り、船改めを務めた。1632年（寛永9年）、船手頭となり、主水同心30人を預かった。のち、船手頭は毎年交代で四国・中国・九州の沿海を検視する任務を負うこととなり、1642年（寛永19年）には向井直宗と共に西国を巡検した。1670年6月1日（寛文10年4月14日）に致仕し、1671年（寛文11年）、享年67で没した。法名は宗園。家督は長男の長住が相続した。